# 1770 au Québec
Cet article traite des événements survenus en 1770 au Québec. 

## Événements

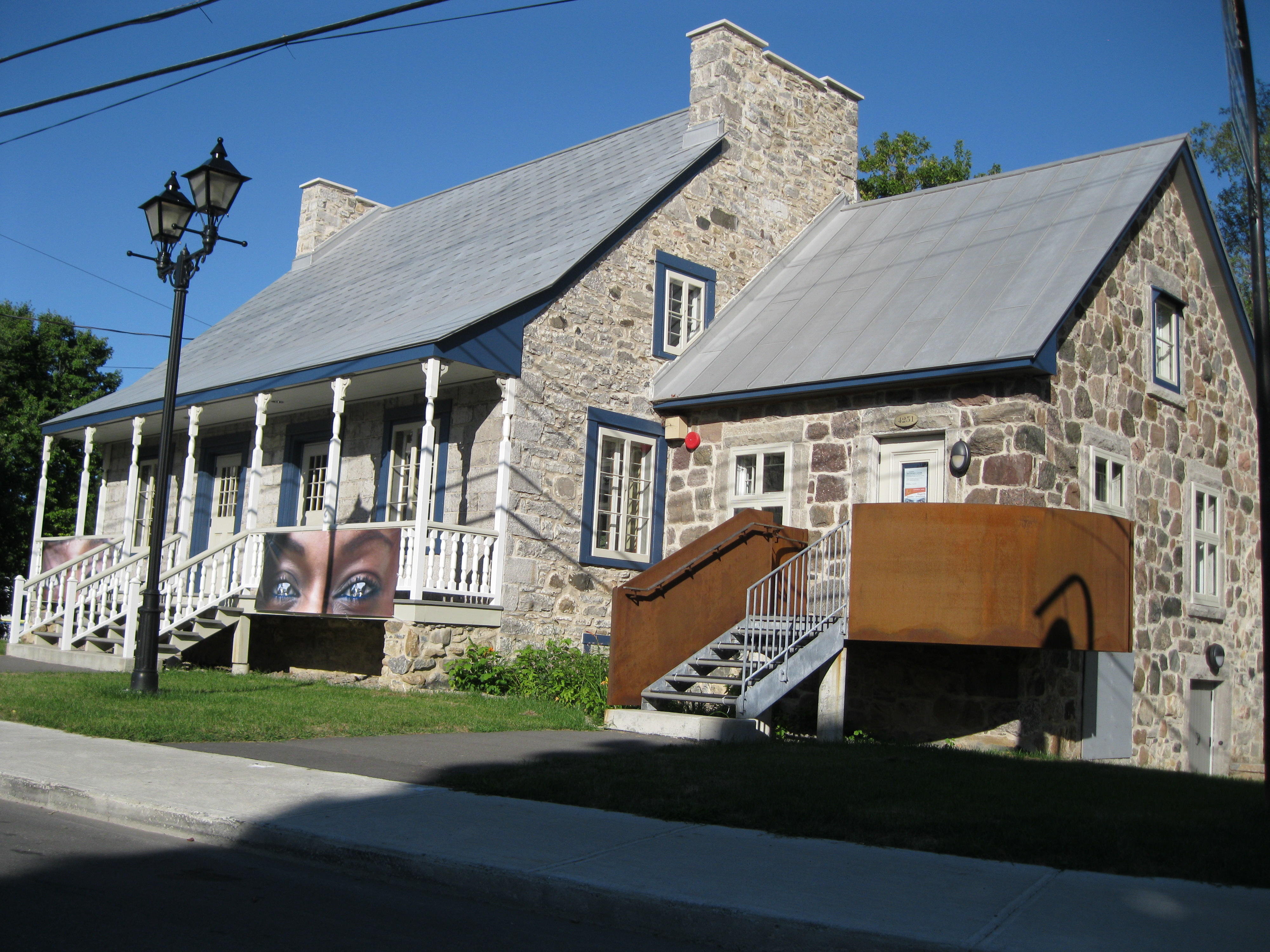
Maison Brignon-Dit-Lapierre à Montréal, construite en 1770

- Mai :Élection de la 5e assemblée générale de la Nouvelle-Écosse
- Début de la construction du Fort Amherst à l'entrée du port de Saint-Jean de Terre-Neuve.
- George Cartwright établit des stations de pêche et traite de fourrure au Labrador. Il va établir des relations avec des innus.
- Décembre : Samuel Hearne entreprend un voyage d'exploration de la Baie d'Hudson vers la Rivière Coppermine.

## Naissances
- 31 mars : Jacob Jordan (fils), militaire et politicien.
- 30 avril : David Thompson, explorateur.
- 23 octobre : George Ramsay, lieutenant-gouverneur de Nouvelle-Écosse et gouverneur général de l'Amérique du Nord britannique.

## Décès
- 12 février : Christopher Middleton, explorateur.
- Jean-François Eurry de La Pérelle, officier militaire.